# Messinea loisa
Messinea loisa är en insektsart som beskrevs av Hodgson 1969. Messinea loisa ingår i släktet Messinea och familjen skålsköldlöss.
Artens utbredningsområde är Zimbabwe. Inga underarter finns listade i Catalogue of Life.